# Jaguars de Jacksonville
Pour les articles homonymes, voir Jaguar (homonymie).
Stade
Maillots
Les Jaguars de Jacksonville sont une équipe professionnelle de football américain basée à Jacksonville, en Floride. Ils sont membres de la Division du Sud de la Conférence américaine de football (AFC) dans la Ligue Nationale de Football (NFL) depuis leur création en 1995.
Les Jaguars, avec les Panthers de la Caroline, ont rejoint la NFL comme équipe d'expansion en 1995, ce qui en fait, avec les Texans de Houston et les Ravens de Baltimore, une des équipes les plus récentes de la NFL.
Ils jouent au EverBank Stadium situé près du fleuve Saint Johns dans le centre de Jacksonville.
Depuis leur création, les Jaguars ont remporté quatre championnats de division (en 1998, 1999, 2017 et 2022) et ont fait huit apparitions en séries éliminatoires, la dernière fois en 2022. Ils ont aussi atteint à trois reprises la finale de conférence en 1996, 1999 et 2017.

## Palmarès
- Participation au Super Bowl : -

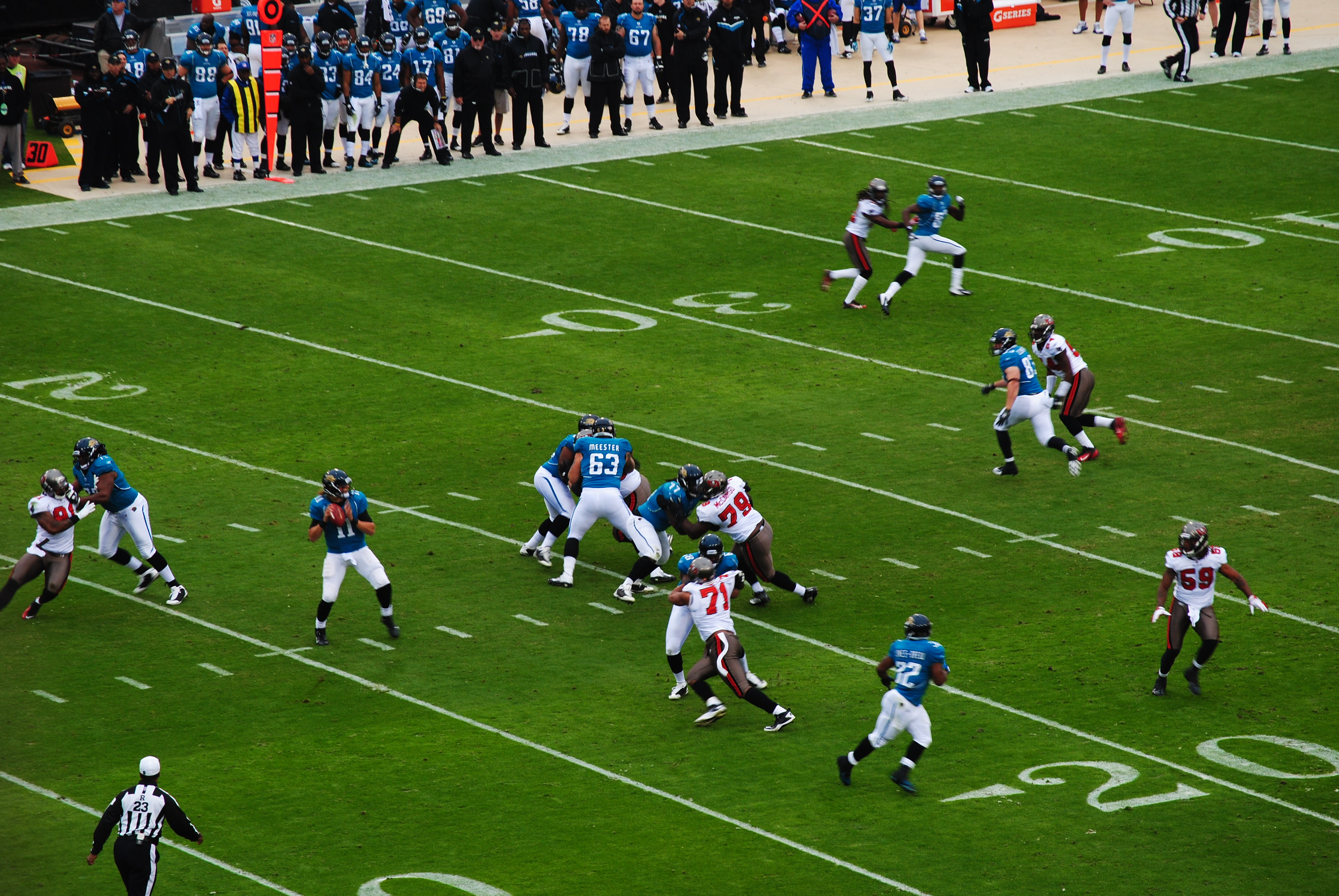
Les Jaguars contre les Buccaneers de Tampa Bay en 2011

- Vainqueur de la finale de conférence AFC : -
- Participation à la finale de conférence AFC (3) : 1996 (battus par les Patriots de la Nouvelle-Angleterre 6 - 20), 1999 (battus par les Titans du Tennessee, 14 - 33) et 2017 (battus par les Patriots de la Nouvelle-Angleterre 20 - 24)
- Participation aux séries éliminatoires (7) : 1996, 1997, 1998, 1999, 2005, 2007, 2017, 2022.
- Champion de division AFC Central (2) : 1998, 1999
- Champion de division AFC South (1) : 2017, 2022

## Histoire

### Genèse de la franchise

#### Une population affamée de football

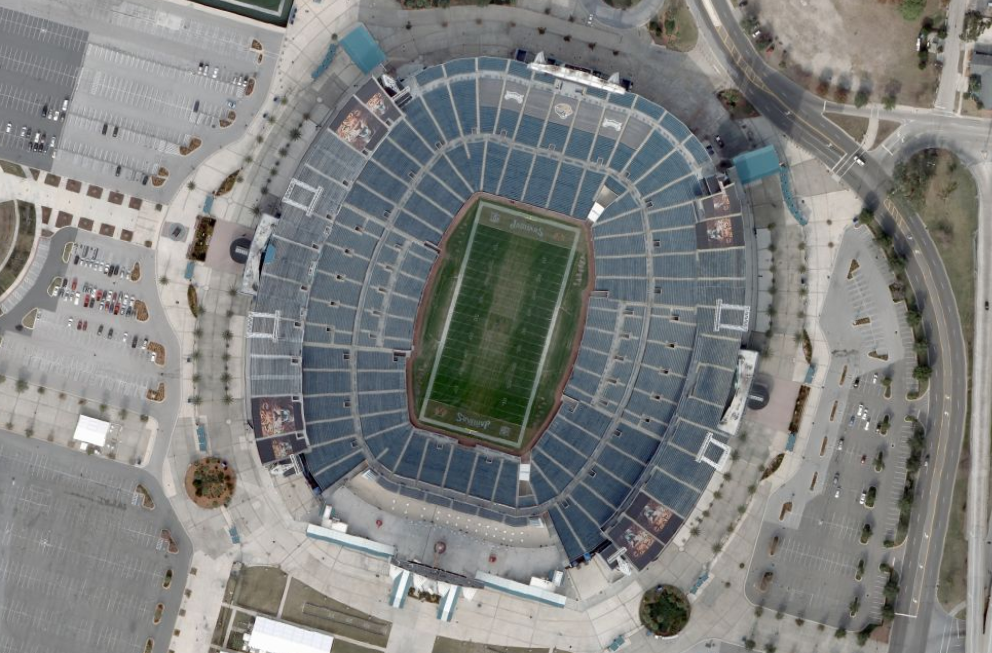
L'EverBank Field en 2007, construit sur le site de l'ancien Gator Bowl Stadium.

La Floride est une terre de passionnés de football américain, notamment grâce à ses équipes universitaires, en particulier les Gators de la Floride, les Seminoles de Florida State et les Hurricanes de Miami. En outre, elle disposait avant la création des Jaguars de deux franchises professionnelles de la NFL : les Dolphins de Miami et les Buccaneers de Tampa Bay. Toutefois, la population de Jacksonville et du nord de la Floride était sevrée d'équipes et de matchs à l'exception de deux matchs annuels de football universitaire par an.
En effet, Jacksonville disposait d'un stade de 82 000 places, le Gator Bowl, construit en 1927. Ce stade accueillait à guichets fermés chaque année depuis 1933 le derby universitaire entre les Gators de la Floride et les voisins des Bulldogs de la Géorgie ainsi que depuis 1946, un des bowls universitaires les plus anciens et les plus importants, le Gator Bowl. La population et les élus eurent rapidement soif d'accueillir plus de deux matchs par an et de disposer de manière permanente d'une équipe professionnelle.
Avec la création de ligues professionnelles concurrentes de la NFL après sa fusion avec l'AFL en 1970, Jacksonville était sur les rangs pour mettre sur place une équipe. C'est ainsi que la ville accueillit une équipe de World Football League, les Sharks de Jacksonville en 1974 puis leurs successeurs encore plus éphémères, l'Express de Jacksonville (en) en 1975 ; puis une équipe de la United States Football League de 1984 à 1986, les Bulls de Jacksonville (en). Le succès de ces derniers, notamment grâce à une très bonne affluence à la suite de la dernière extension du stade en 1982, acheva de convaincre les autorités de s'enquérir d'une franchise NFL.

#### La quête d'une franchise NFL
Dès 1979, les Colts de Baltimore, en quête d'une délocalisation, sont approchés. Mais, finalement, le propriétaire décide de délocaliser la franchise à Indianapolis 5 ans plus tard.
D'autres équipes sont pressenties, notamment les Saints de La Nouvelle-Orléans ou les Falcons d'Atlanta, un temps frustrés par les retards de la construction du Georgia Dome mais qui eux aussi finissent par rester dans leur ville. Jacksonville n'a pas plus de succès avec deux autres franchises qui se délocalisent dans les années 1990. Les Oilers de Houston déménagent dans le Tennessee tandis que les Cardinals de Saint Louis partent en Arizona.
C'est en 1989 qu'un groupe de prospective - Touchdown Jacksonville! - est organisé. Ce groupe comprend notamment au départ Jeb Bush, frère cadet de George W. Bush et futur gouverneur de l'État. Wayne Weaver, magnat de la chaussure et fondateur de l'entreprise Nine West, en prend la direction. Le lobby dépose la candidature de Jacksonville deux ans plus tard lorsque la NFL annonce sa décision d'expansion (la première depuis celle de 1976).

#### L'expansion de 1995 et la création de la franchise

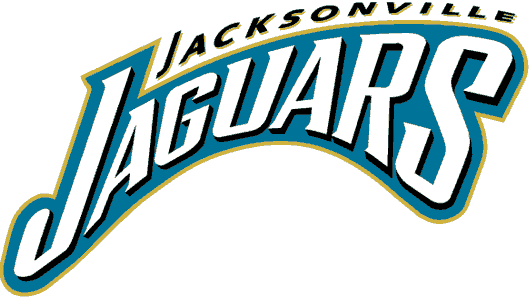
Le premier logo des Jaguars de Jacksonville

Jacksonville fait partie des 5 villes finalistes pour accueillir les deux nouvelles franchises à créer pour 1994 (elles ne débuteront avec un an de retard qu'en 1995) avec Charlotte, Saint-Louis (qui a perdu les Cardinals partis pour l'Arizona), Baltimore (qui a perdu les Colts partis à Indianapolis) et Memphis.
La candidature de Jacksonville est alors considérée comme la moins crédible compte tenu de l'étroitesse de son marché médiatique. En effet, la ville compte alors selon le recensement de 1990 635 000 habitants (ce qui en fait alors la 15e du pays) mais son aire urbaine peu étendue n'en compte que 900 000 à cause de la faible étendu de ses banlieues et espaces périurbains. D'autre part, la vétusté du Gator Bowl Stadium et son coût de location et de rénovation sont d'autres handicaps qui conduisent d'ailleurs en 1993 à un retrait de la candidature pendant quelques mois.
Toutefois, Jacksonville a des atouts à faire valoir. La popularité du football américain dans la région, illustrée au niveau universitaire par les fans des Seminoles de Florida State ou des Gators de la Floride, l'affluence du Gator Bowl et du derby universitaire avec la Géorgie joués chaque année dans la ville, l'attractivité de la Floride et du Sud-est américain par l’héliotropisme et la croissance démographique de la Sun Belt sont autant de facteurs d'espoirs. La solidité du groupe de prospective et de nombreux appuis au sein de la NFL en sont d'autres. En effet, le commissaire de la NFL Paul Tagliabue est un fervent partisan de la candidature, ainsi que d'autres propriétaires de franchises tels ceux des Oilers de Houston, des Falcons d'Atlanta ou des Seahawks de Seattle. Enfin, l'investissement de la ville, encouragée par Tagliabue, de 121 millions de $ dans la rénovation du Gator Bowl stadium, relance aussi la candidature en 1993.
En octobre 1993, la première franchise est accordée à Charlotte avec les Panthers de la Caroline. La décision de la seconde franchise est retardée cependant d'un mois. Beaucoup spéculent qu'il s'agira de Saint-Louis qui fait alors figure de favori mais c'est à la surprise générale que les propriétaires de la NFL votent largement - 26 à 2 - en faveur de Jacksonville. Les Jaguars de Jacksonville naissent ainsi comme 30e équipe de la NFL en novembre 1993.
Wayne Weaver, le propriétaire, et son président David Seldin, se mettent alors en quête d'un staff. Après avoir vainement approché Jimmy Johnson, entraîneur des Cowboys de Dallas, Weaver réduit son choix à 3 candidats potentiels : Mike Shanahan (alors entraîneur assistant des 49ers de San Francisco), Tony Dungy (coordinateur défensif des Vikings du Minnesota) et Tom Coughlin (entraîneur universitaire des Eagles de Boston College). C'est le choix le plus risqué qui est effectué avec Tom Coughlin. En effet, cet entraîneur universitaire n'a aucune expérience de haut niveau en NFL. Il est pourtant recruté en janvier 1994 et passe un an et demi sans équipe à préparer son staff et une équipe avec le Draft d'expansion 1995 et le Draft 1995 de la NFL. Dans le même temps, le Gator Bowl est démoli en 1994 et un nouveau stade est construit à son emplacement : l'EverBank Stadium, qui devient le terrain des Jaguars.

### L'ère Tom Coughlin (1995-2002)

#### La première saison

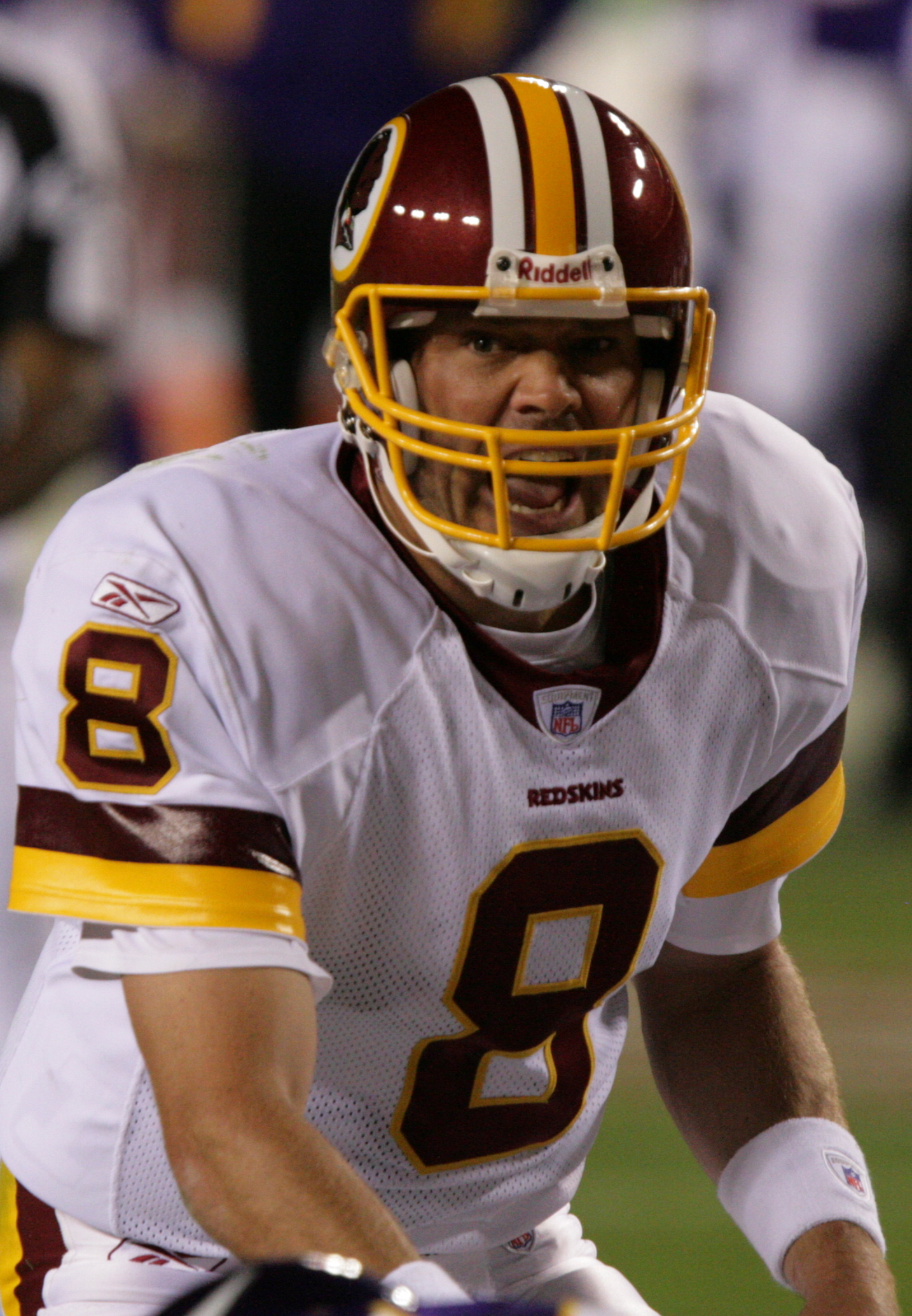
Mark Brunell, le premier quarterback des Jaguars (ici avec les Redskins de Washington)

Les Jaguars débutent avec les Panthers lors de la saison 1995. Ils sont intégrés à la division centrale de l'AFC avec les Steelers de Pittsburgh, les Browns de Cleveland, les Bengals de Cincinnati et les Oilers de Houston. Le premier match est joué à domicile devant une foule de 72 363 spectateurs le 3 septembre 1995 face aux Oilers de Houston pour une défaite 3-10. Ils obtiennent leur première victoire en prenant un mois plus tard leur revanche à Houston (17-16) puis leur première victoire à domicile la semaine suivante face aux Steelers de Pittsburgh (20-16). Avec une autre victoire contre les Bengals de Cincinnati, les Jaguars finissent la saison avec 4 victoires pour 12 défaites, battant avec les Panthers de la Caroline le nombre de victoires pour une équipe débutante en NFL.
Les recrues de cette première saison sont nombreuses à faire partie des joueurs qui emmènent ensuite l'équipe en séries éliminatoires, notamment le quarterback Mark Brunell, le running back James Stewart (en) et le wide receiver Jimmy Smith.

#### Les années d'excellence (1996-99)
Les années 1996-1999 sont ensuite des années de succès et d'excellence. Les Jaguars se qualifient 4 fois d'affilée pour les séries éliminatoires, où ils atteignent à deux reprises la finale de conférence, et remportent deux fois leur division. L'équipe est emmenée toujours par Mark Brunell, James Stewart et Jimmy Smith mais aussi le wide receiver Keenan McCardell (en) et à partir de 1998 par un rookie prometteur au poste de running back : Fred Taylor.
La deuxième saison en 1996, la « saison des miracles » ouvre les portes des séries éliminatoires après une saison régulière positive terminée sur un bilan de 9 victoires pour 7 défaites. C'est à Buffalo, face aux Bills, que les Jaguars jouent leur premier match de série éliminatoire qu'ils remportent 30 à 27. Leur match suivant à Denver, face à des Broncos de Denver considérés comme un des favoris pour le titre, est un exploit retentissant. Menés, les Jaguars renversent la situation et l'emportent finalement 30 à 27. Au retour à Jacksonville, une foule de 40000 fans les attend au stade. Hélas, la saison miraculeuse des Jaguars s'arrête aux portes du Super Bowl, en finale de conférence face aux Patriots de la Nouvelle-Angleterre (défaite 6-20).
La saison suivante, en 1997, leur permet à nouveau d'atteindre les séries éliminatoires avec un bilan de 11 victoires et 5 défaites. Mais ils tombent cette fois-ci dès le premier tour de wild card face aux Broncos de Denver 17-42. Le bilan est le même en 1998 (11-5) et les Jaguars se qualifient à nouveau pour les séries éliminatoires mais en décrochant cette fois-ci le titre de champion de leur division pour la première fois de leur histoire. Après une victoire (25-10) à domicile en wild card face aux Patriots de la Nouvelle-Angleterre, ils s'inclinent en tour de division face aux Jets de New York 24 à 34.
Enfin, l'apogée est atteinte en 1999 avec un bilan de 14 victoires pour seulement 2 défaites. Les Jaguars remportent à nouveau — et pour la dernière fois — leur division et se qualifie pour la 4e fois d'affilée pour les séries éliminatoires. Pour la seconde fois, ils atteignent la finale de conférence après avoir écrasé les Dolphins de Miami (pour qui c'était le dernier match de Dan Marino) 62-7, le 2e plus gros score et plus grosse marge de l'histoire des séries éliminatoires. Hélas, ils échouent à nouveau aux portes du Super Bowl face aux Titans du Tennessee (14-33) bien qu'ayant mené à la mi-temps 14-10. Les Titans du Tennessee sont cette année-là la bête noire des Jaguars après les avoir battu 2 fois en saison régulière et en finale de conférence. Cette défaite marque aussi la fin d'une ère de succès.

#### Fin de course pour un coach et un quarterback (2000-2002)
Les trois années qui suivent sont une phase de transition marquée par les problèmes à gérer le Salary cap et des performances moins bonnes du quarterback Mark Brunell. Les trois saisons se terminent avec des bilans négatifs et sans série éliminatoire. En 2000, les Jaguars terminent avec 7 victoires pour 9 défaites tandis qu'en 2001 et 2002, le bilan est de 6-10.
La saison 2002 est aussi l'occasion d'une réorganisation de la division à la suite de la dernière expansion de la NFL. Les Jaguars évoluent désormais en division sud de l'AFC avec les Titans du Tennessee, les Colts d'Indianapolis et les Texans de Houston, la benjamine des franchises NFL, créée cette année-là. Cette saison est aussi la dernière complète en tant que titulaire pour Mark Brunell. Les mauvais résultats conduisent enfin au limogeage de Tom Coughlin.

### L'ère Jack del Rio (2003-2011)

#### Le renouveau

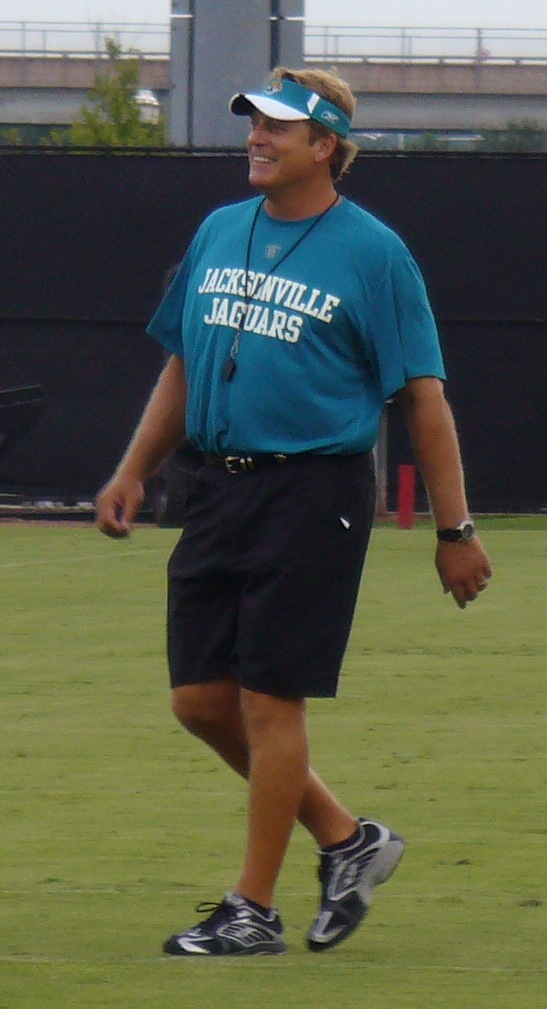
Jack del Rio en 2008

Jack Del Rio, ancien linebacker et alors coordonnateur défensif des Panthers de la Caroline, est engagé en 2003. Son expérience sert à reconstruire l'équipe, notamment sur le plan défensif, et une jeune espoir est drafté au poste de quarterback au 1er tour : Byron Leftwich. Cependant, cette première saison est décevante et les Jaguars l'achèvent sur un bilan de 5 victoires seulement pour 11 défaites.
C'est au cours de la saison suivante que le travail défensif réalisé par Jack Del Rio porte ses fruits. Grâce notamment aux defensive tackles Marcus Stroud et John Henderson (en), deux Pro Bowlers, et à une solide performance de leur quarterback, les Jaguars finissent pour la première fois en 5 saison avec un bilan positif de 9 victoires et 7 défaites mais échouent à se qualifier en séries éliminatoires.
La saison 2005 confirme le renouveau de l'équipe qui termine deuxième de sa conférence mais se qualifie pour les séries éliminatoires avec un bilan de 12 victoires pour 4 défaites derrière les Colts d'Indianapolis. Toutefois, les blessures de fin de saison handicapent cette première participation aux séries éliminatoires depuis 1999 qui se termine précocement au tour de wild card par une défaite face au tenant du titre du Super Bowl, les Patriots de la Nouvelle-Angleterre 28 à 6.
Les blessures handicapent aussi la saison suivante en 2006 qui alterne le bon et le moins bon. Le bilan est équilibré avec 8 victoires pour 8 défaites mais les Jaguars échouent à se qualifier pour les séries éliminatoires. Toutefois, l'éclosion du jeune rookie Maurice Jones-Drew au poste de running back illumine la saison. Avec 16 touchdowns et surtout une moyenne de 5,7 yards par portée à la course (la meilleure d'un running back cette saison-là), le jeu au sol est très performant, contrastant avec un jeu aérien orphelin du receveur Jimmy Smith qui prend sa retraite.
C'est en 2007, avec un nouveau quarterback, que les Jaguars atteignent à nouveau les séries éliminatoires. Byron Leftwich est écarté et le remplaçant David Garrard promu comme quarterback titulaire. Les Jaguars finissent la saison sur un bilan positif de 11 victoires pour 5 défaites et se qualifient pour les séries éliminatoires. Ils écartent les Steelers de Pittsburgh (31-29) avant de tomber face aux Patriots de la Nouvelle-Angleterre (20-31).

#### Le déclin
L'année 2008 est très décevante et amorce une phase de transition et de déclin. Malgré de nouvelles recrues prometteuses telles que Derrick Harvey et Jerry Porter, et un statut d'outsider pour le Super Bowl d'après les médias, les Jaguars, décimés par les blessures, finissent la saison avec seulement 5 victoires pour 11 défaites. Cette saison est aussi la dernière de Fred Taylor comme running back des Jaguars après avoir parcouru plus de 10000 yards en 11 ans. Ce départ ouvre la porte à Maurice Jones-Drew comme running back titulaire. S'ensuit une difficile phase de reconstruction avec un nouveau manager général, Gene Smith.

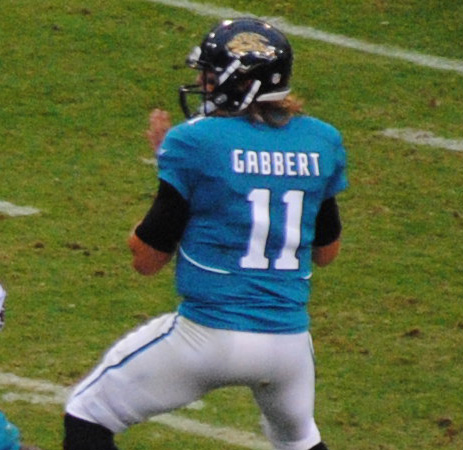
Blaine Gabbert, nouveau quarterback en 2011-2012

La saison suivante en 2009 confirme le déclin avec un bilan de 7 victoires pour 9 défaites malgré de prometteuses recrues comme le défenseur Eugene Monroe, drafté au 1er tour de la Draft 2009. Pire, l'affluence s'effondre de manière catastrophique avec seulement 50 000 spectateurs de moyenne pour un stade effectivement très grand de 73 000 places, conduisant à de nombreux blackouts des médias locaux lors des matchs à domicile. La taille étroite du marché médiatique de Jacksonville, les mauvais résultats, la crise économique et la récession qui touche durement la Floride sont autant de facteurs explicatifs. Les spéculations sur l'avenir des Jaguars à Jacksonville commencent à émerger sur une éventuelle délocalisation, notamment à Los Angeles ou même à Londres. D'autres rumeurs émergent sur la possible vente de la franchise.
La ville et le club réagissent, encouragés par la NFL. Un contrat de 16,6 millions de $ est signé avec la banque EverBank pour sponsoriser le nom du stade construit sur le site de l'ancien Gator Bowl Stadium et la vente de tickets est encouragée. La saison 2010 voit ainsi l'affluence remonter tandis que sur le terrain les performances sont à nouveau au rendez-vous, avec notamment une saison réussie de Maurice Jones-Drew qui finit cette année-là 2e meilleur running back en termes de yards parcourus et de David Garrard qui lance pour 23 touchdowns, un record historique de la franchise. Marcedes Lewis, le tight end, marque 10 touchdowns (un record également de la franchise) et se qualifie cette année-là pour son premier Pro Bowl tandis que la défense est emmené par un solide duo composé de Terrance Knighton (en) et Tyson Alualu. Toutefois, après avoir été en tête de la division jusqu'en décembre, les Jaguars échouent à se qualifier pour les séries éliminatoires et finissent avec un bilan équilibré mais décevant de 8-8.
La saison 2011 est ensuite un tournant. David Garrard est écarté et le jeune quarterback drafté au premier tour, Blaine Gabbert, est promu titulaire après 2 matchs décevants de Luke McCown. Les mauvais résultats (bilan final de 5-11) conduisent au limogeage de Jack Del Rio, remplacé par le coordinateur défensif Mel Tucker (en) qui assure l'intérim tandis que le propriétaire Wayne Weaver annonce la vente de la franchise.

### Le changement de propriétaire et les doutes sur l'avenir (depuis 2012)

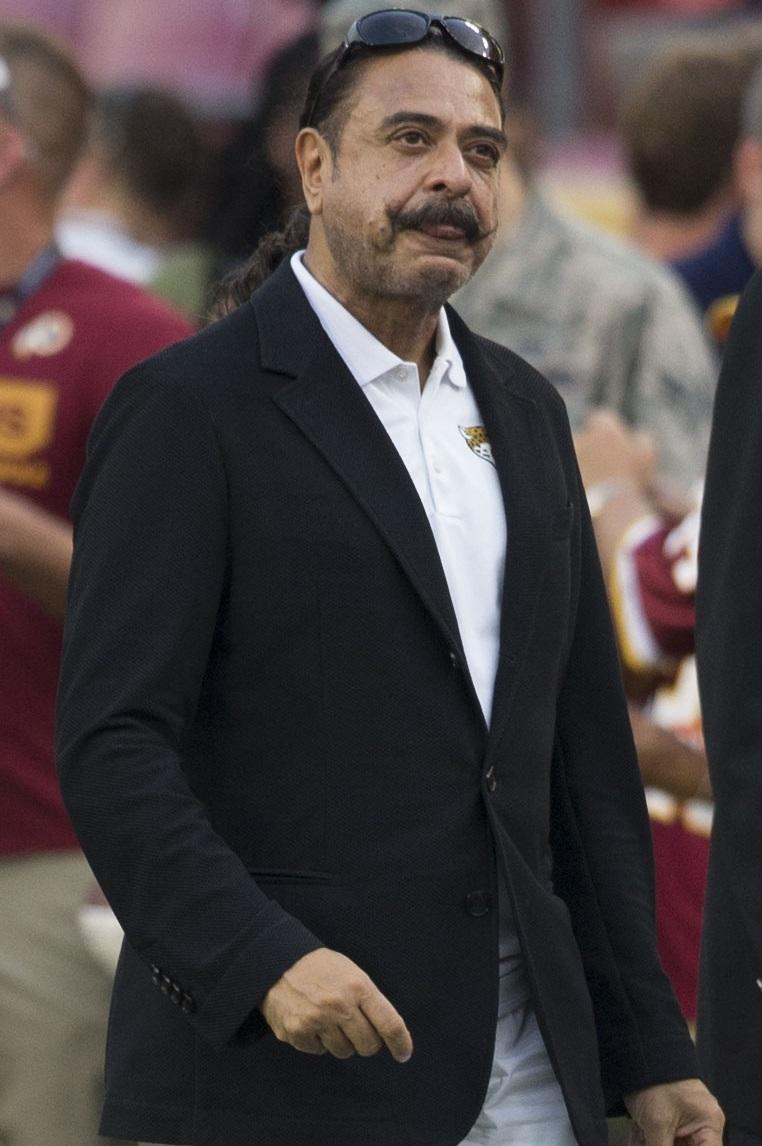
Shahid Khan, le nouveau propriétaire en 2015

C'est un homme d'affaires de l'Illinois d'origine pakistanaise, le milliardaire Shahid Khan, qui rachète la franchise en 2012. Il embauche un président, Mark Lamping (en) (ancien président des Cardinals de Saint-Louis), et Mike Mularkey, coordinateur défensif, est promu entraîneur principal. Le nouveau propriétaire annonce aussi la signature d'un contrat organisant chaque année entre 2013 et 2016 un des matchs des Jaguars à Londres, au stade de Wembley dans le cadre de la série internationale de la NFL.
Malgré cette reprise en main, un nouveau staff et des recrues annoncées comme prometteuses tels les receveurs Justin Blackmon et Laurent Robinson, la saison est catastrophique. Avec un bilan de 2 victoires pour 14 défaites, c'est la pire saison de la franchise. Le licenciement de Mike Mularkey et de Gene Smith en est la conséquence immédiate.
David Caldwell (en) est choisi comme nouveau manager général et Gus Bradley (en), ancien coordinateur défensif des Seahawks de Seattle, devient l'entraîneur pour la saison 2013 qui démarre aussi mal que les précédentes, les Jaguars ne remportant leur premier match en novembre 2013 qu'après 8 défaites consécutives.
Ces piètres résultats et la médiocre affluence à Jacksonville relancent les spéculations sur une délocalisation de la franchise à Londres, notamment après le premier match des Jaguars disputé le 27 octobre 2013 contre les 49ers de San Francisco et se soldant par une lourde défaite. Ces mauvais résultats coûtent également sa place de titulaire à Blaine Gabbert, lequel est remplacé au poste de quarterback titulaire par Chad Henne.
Depuis trois saisons (2013-2015), l'équipe piétine à la 3e place de sa division et n'atteint toujours pas les phases éliminatoires.
En novembre 2020, le manager général David Caldwell est licencié en conséquence des résultats insuffisants et est remplacé à titre intérimaire par Trent Baalke. L'entraîneur Doug Marrone (en) est conservé.

## Stade
L'EverBank Stadium (anciennement connu sous les noms de Jacksonville Municipal Stadium, Alltel Stadium, EverBank Field et TIAA Bank Field) est situé sur la rive nord du fleuve Saint Johns, et est la propriété de la ville de Jacksonville. Elle a été la maison des Jaguars depuis la première saison de l'équipe en 1995. Le stade a une capacité de 67 246 places, avec un agrandissement possible pour les grands événements tels que le Gator Bowl ou le Super Bowl.
Le stade a accueilli le Super Bowl XXXIX en 2005, en plus de trois matchs des Jaguars en séries éliminatoires, y compris la finale de Conférence AFC de 1999. Il a également été le lieu du ACC Championship Game, la finale de la conférence ACC (Atlantic Coast Conference : conférence universitaire majeure) entre 2005 et 2007, et du River City Showdown de 2007 à 2008.
De 1995 à 1997 et de nouveau sur la période 2006-2009, le stade était nommé Jacksonville Municipal Stadium. De 1997 à 2006, le stade a été mentionné comme Alltel Stadium. Les droits d'appellation ont été achetés par EverBank avant la saison 2010. Au début de l'année 2018, ils reviennent à l'entreprise TIAA.

## Équipe

### Numéros retirés
Bien qu'officiellement aucun maillot n'ait été retiré dans l'histoire récente des Jaguars, le no 71 porté par Tony Boselli (offensive tackle de 1995 à 2001), la première recrue, n'a plus été porté depuis 2002.

### Fierté des Jaguars

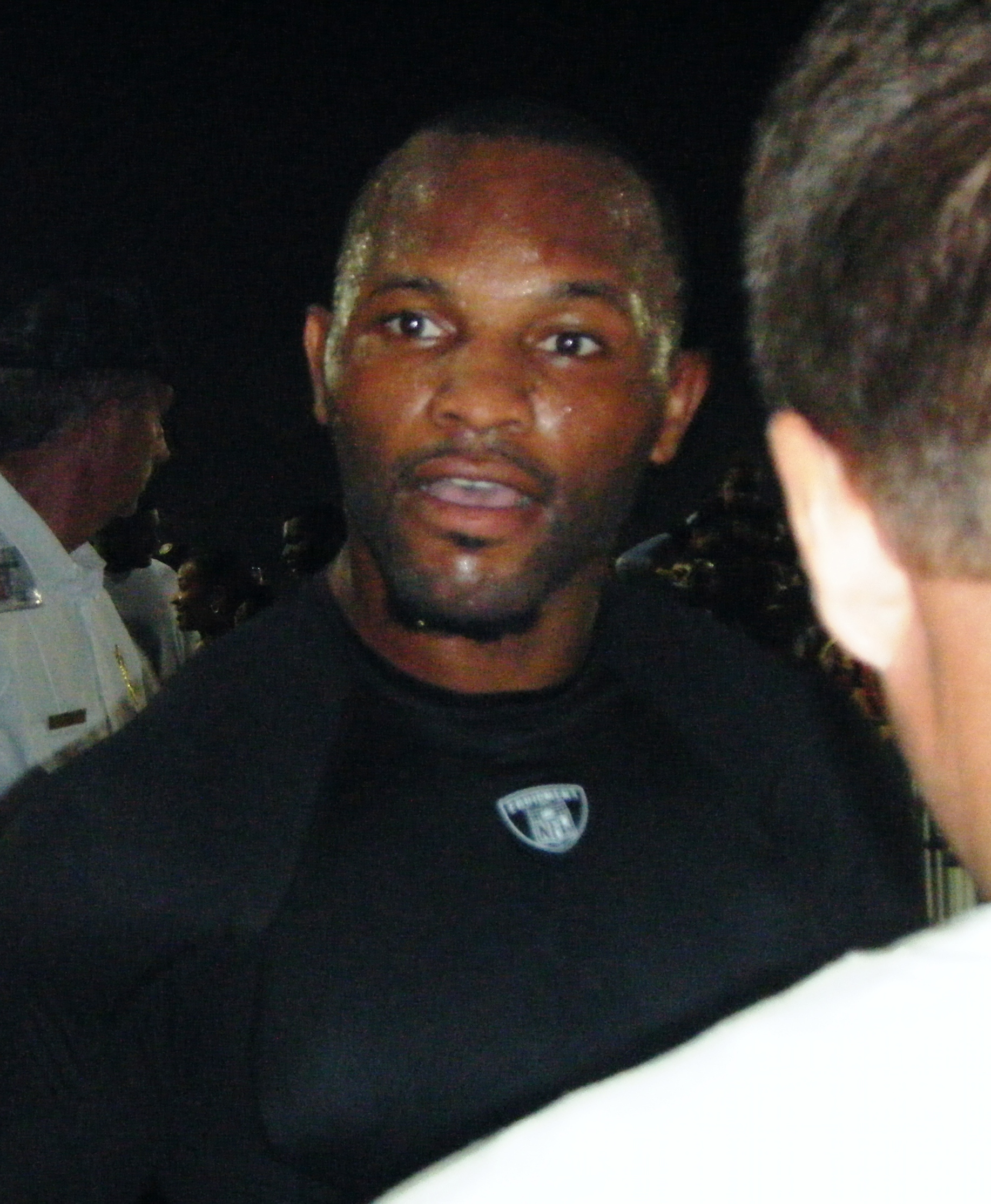
Fred Taylor, running back des Jaguars de 1998 à 2008, inscrit à la "Fierté des Jaguars" en 2013

L'Anneau d'Honneur du stade des Jaguars a été inauguré en 2006. Il a été baptisé « Fierté des Jaguars » après un vote des fans. Tony Boselli a été le premier a y être inscrit.
En janvier 2012, juste avant la vente de la franchise, le propriétaire Wayne Weaver (en) et son épouse Delores ont été ajoutés.
Enfin, le running back Fred Taylor a été ajouté en 2013.

### Encadrement

#### Propriétaires
- Wayne Weaver (en) (fondateur : 1993 - 2011)
- Shahid Khan (depuis 2012)

Présidents
- David Seldin (1995-1997)
- Mark Lamping (en) (depuis 2012)

Manageurs généraux
- Gene Smith (en) (2009-2012)
- David Caldwell (en) (2013-2020)
- Trent Baalke (en) (2020-2024)

#### Entraîneurs principaux
- Tom Coughlin (1995-2002)
- Jack Del Rio (2002-2011)
- Mel Tucker (en) (intérim en 2011)
- Mike Mularkey (2012)
- Gus Bradley (en) (2013-2016)
- Doug Marrone (en) (2016-2020)
- Urban Meyer (2021)
- Doug Pederson (2022-2024)
- Liam Coen (depuis 2025)

#### Coordinateurs
- Coordinateur offensif : Press Taylor (depuis 2022)
- Coordinateur défensif : Ryan Nielsen (depuis 2024)

## Rivalités
Les Jaguars de Jacksonville ont des rivalités avec les équipes qui évoluent dans leur division : les Titans du Tennessee, les Colts d'Indianapolis, et les Texans de Houston. Ils ont également des rivalités géographiques avec les Dolphins de Miami et les Buccaneers de Tampa Bay, les deux autres équipes floridiennes. Enfin, une certaine rivalité a émergé quand Jacksonville évoluait dans la division centrale de la Conférence AFC avec notamment les Steelers de Pittsburgh.

## Bilan saison par saison
| Saison | Vic. | Déf. | Nuls | Classement                                                     | Séries éliminatoires |
| ------ | ---- | ---- | ---- | -------------------------------------------------------------- | --- |
| 1995   | 4    | 12   | 0    | 5e AFC Central                                                 | -- |
| 1996   | 9    | 7    | 0    | 2e AFC Central                                                 | Victoire en tour de Wild Card (@ Bills de Buffalo) 30–27 Victoire en tour de Division (# Broncos de Denver) 30–27 Défaite en finale de conférence AFC (Patriots de la Nouvelle-Angleterre) 20–6    |
| 1997   | 11   | 5    | 0    | 2e AFC Central                                                 | Défaite en tour de Wild Card (Broncos de Denver) 42–17 |
| 1998   | 11   | 5    | 0    | 1er AFC Central                                                | Victoire en tour de Wild Card (Patriots de la Nouvelle-Angleterre) 25–10 Défaite en tour de division (Jets de New York) 34–24                                                                      |
| 1999   | 14   | 2    | 0    | 1er AFC Central                                                | Victoire en tour de Division (Dolphins de Miami) 62–7 Défaite en finale de conférence AFC (Titans du Tennessee) 33–14                                                                              |
| 2000   | 7    | 9    | 0    | 4e AFC Central                                                 | -- |
| 2001   | 6    | 10   | 0    | 5e AFC Central                                                 | -- |
| 2002   | 6    | 10   | 0    | 3e AFC South                                                   | -- |
| 2003   | 5    | 11   | 0    | 3e AFC South                                                   | -- |
| 2004   | 9    | 7    | 0    | 2e AFC South                                                   | -- |
| 2005   | 12   | 4    | 0    | 2e AFC South                                                   | Défaite en tour de Wild Card (Patriots de la Nouvelle-Angleterre) 28–3 |
| 2006   | 8    | 8    | 0    | 3e AFC South                                                   | -- |
| 2007   | 11   | 5    | 0    | 2e AFC South                                                   | Victoire en tour de Wild Card (@ Steelers de Pittsburgh) 31–29 Défaite en tour de Division (Patriots de la Nouvelle-Angleterre) 31–20                                                              |
| 2008   | 5    | 11   | 0    | 4e AFC South                                                   | -- |
| 2009   | 7    | 9    | 0    | 4e AFC South                                                   | -- |
| 2010   | 8    | 8    | 0    | 2e AFC South                                                   | -- |
| 2011   | 5    | 11   | 0    | 3e AFC South                                                   | -- |
| 2012   | 2    | 14   | 0    | 4e AFC South                                                   | -- |
| 2013   | 4    | 12   | 0    | 3e AFC South                                                   | -- |
| 2014   | 3    | 13   | 0    | 3e AFC South                                                   | -- |
| 2015   | 5    | 11   | 0    | 3e AFC South                                                   | -- |
| 2016   | 3    | 13   | 0    | 4e AFC South                                                   | -- |
| 2017   | 10   | 6    | 0    | 1er AFC South                                                  | Victoire en tour de Wild Card (Bills de Buffalo) 10–3 Victoire en tour de Division (# Steelers de Pittsburgh) 45–42 Défaite en finale de conférence AFC (Patriots de la Nouvelle-Angleterre) 24–20 |
| 2018   | 5    | 11   | 0    | 4e AFC South                                                   | -- |
| 2019   | 6    | 10   | 0    | 4e AFC South                                                   | -- |
| 2020   | 1    | 15   | 0    | 4e AFC South                                                   | -- |
| 2021   | 3    | 14   | 0    | 4e AFC South                                                   | -- |
| 2022   | 9    | 8    | 0    | 1er AFC South                                                  | Victoire en tour de Wild Card (@ Chargers) 31–30 Défaite en tour de Division (@ Chiefs) 20–27 |
| 2023   | 9    | 8    | 0    | 2e AFC South                                                   | -- |
| 2024   | 4    | 13   | 0    | 3e AFC South                                                   | -- |
| Totaux | 202  | 282  | 0    | Saison régulière (4 titres de division, 0 titre de conférence) | Saison régulière (4 titres de division, 0 titre de conférence) |
| Totaux | 08   | 08   | -    | Séries éliminatoires                                           | Séries éliminatoires |
| Totaux | 210  | 290  | 0    | Saison régulière + séries éliminatoires (0 Super Bowl)         | Saison régulière + séries éliminatoires (0 Super Bowl) |

## Autour de l'équipe

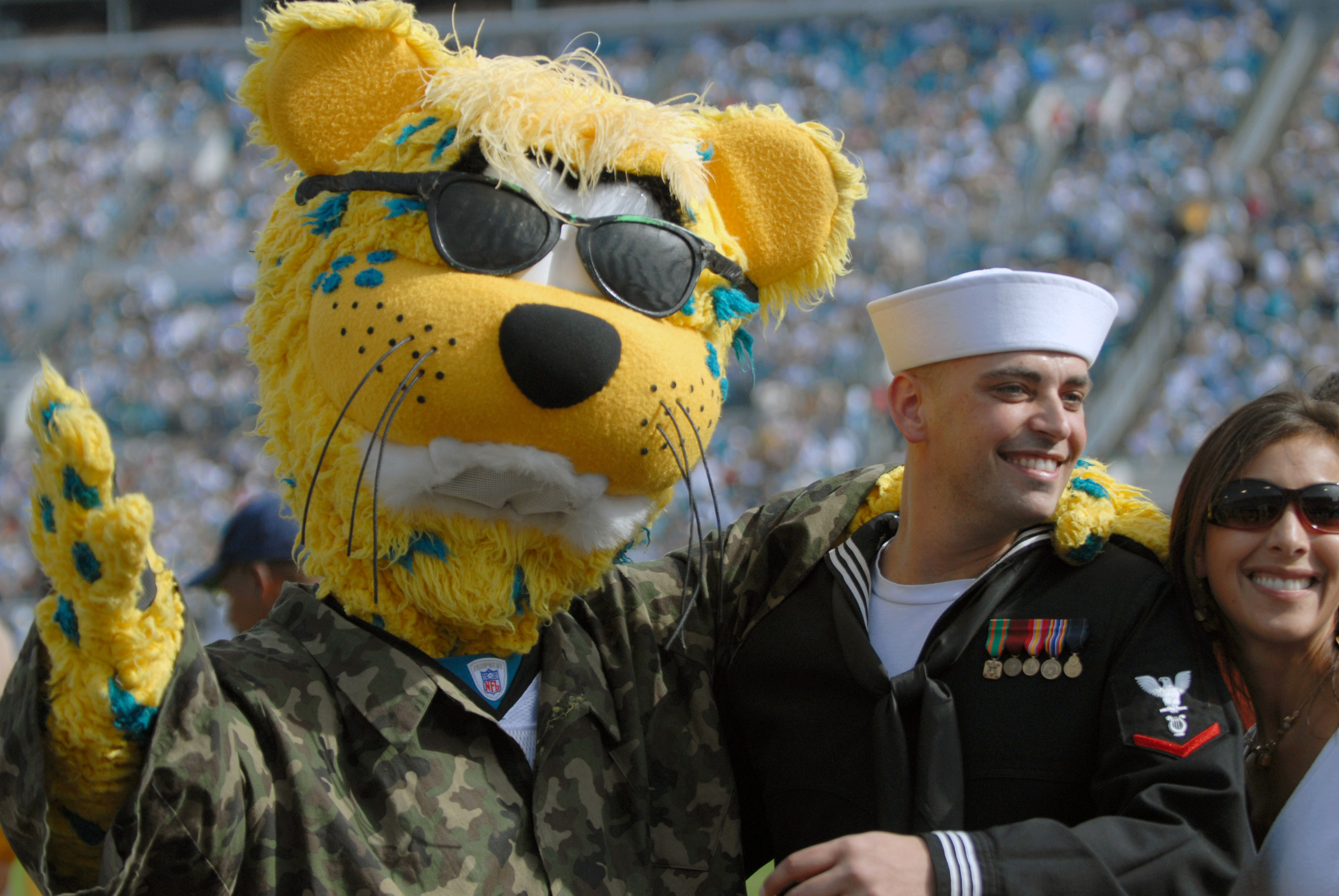
Jaxson de Ville, la mascotte des Jaguars

### Logos
Le logo des Jaguars est un jaguar doré et tacheté de noir la gueule ouverte. Il a été décidé par Wayne Weaver, le premier propriétaire. La langue bleue du Jaguar est un choix de sa femme Dolores. D'après le propriétaire, il s'agit d'un clin d’œil aux frères d'expansion de 1995, les Panthers de la Caroline qu'il résuma ainsi « Donner à mangers des panthères à nos jaguars ».
Toutefois, une controverse est née avec l'entreprise automobile Ford dont Jaguar était jusqu'en 1999 une des marques et qui a reproché au logo des Jaguars sa trop grande ressemblance avec l'emblème de la marque. Un accord amiable a été trouvé et Jaguar est devenue la voiture officielle et un des sponsors de la franchise.
Shahid Khan, le nouveau propriétaire, a fait redessiner le logo afin de le rendre plus féroce et réaliste. Il met plus en valeur la couleur dorée et inclut le surnom « Jags » au sein d'un bouclier qui rend hommage à la communauté militaire de la ville.

### Uniformes

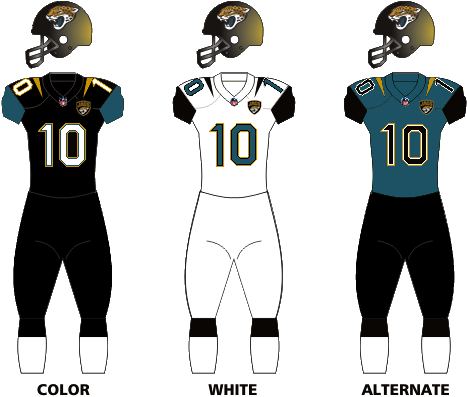
Uniformes des Jacksonville Jaguars depuis 2013

Les premiers uniformes des Jaguars sont le bleu et le blanc avec des touches dorées; le second préféré à domicile pour forcer les visiteurs à revêtir une couleur sombre, plus handicapante sous la moite chaleur du climat subtropical de la ville.
Depuis 2012, le nouveau propriétaire a donné sa préférence à un maillot noir tandis que le blanc est abandonné; le bleu restant un maillot alternatif.

### Mascottes
Jaxson de Ville, un jaguar, est la mascotte officielle de la franchise depuis 1996. Ses extravagances durant les matches lui ont valu plaintes et réprimandes. Néanmoins, elle reste l'une des plus populaires de la NFL.

### Cheerleaders
Les Roars de Jacskonville sont l'équipe de pom-pom girls de l'équipe depuis leur début. Elles jouent aussi un rôle d'ambassadrices, participent aux actions de charité et au travail de la Fondation des Jaguars

### Fondation
La Fondation des Jaguars de Jacksonville a été créée en 1994, avant les débuts de l'équipe. Elle a depuis distribué plus de 20 millions de $, notamment en faveur de programme anti-tabagisme, de soutien aux vétérans et des actions en faveur des personnes défavorisées de la ville.

## Galerie

### Casques

Casque de 1995 à 2012
Casque de 2013 à 2017
Casque depuis 2018

### Logos

Logo de 1995 à 2012
Logo depuis 2013